# Конрадово (Новосольський повіт)
Конрадово (пол. Konradowo, нім. Kunersdorf) — село в Польщі, у гміні Отинь Новосольського повіту Любуського воєводства.
Населення — 313 осіб (2011).
У 1975-1998 роках село належало до Зеленогурського воєводства.

## Демографія
Демографічна структура станом на 31 березня 2011 року:
|          | Загалом | Допрацездатний вік | Працездатний вік | Постпрацездатний вік |
| -------- | ------- | ------------------ | ---------------- | -------------------- |
| Чоловіки | 158     | 39                 | 104              | 15                   |
| Жінки    | 155     | 37                 | 89               | 29                   |
| Разом    | 313     | 76                 | 193              | 44                   |